# Альфонсо де Бурбон (принц Астурийский)
Альфонсо, принц Астурийский (исп. Alfonso de Borbón y Battenberg; 10 мая 1907, Мадрид — 6 сентября 1938, Майами, Флорида) — наследник трона Испании с рождения до отречения в 1933 году. Старший сын короля Альфонсо XIII и королевы Виктории Евгении Баттенбергской.
Отказ Альфонсо от своих прав на престол Испании, чтобы жениться на кубинской простолюдинке Эдельмире Сампедро-Робато, стал причиной скандала. Аналогичная ситуация произошла через три года в Великобритании с королём Эдуардом VIII, который отрёкся от престола, чтобы жениться на разведённой американке Уоллис Симпсон.
Он умер в возрасте 31 года в результате автомобильной аварии. Несмотря на незначительные травмы, гемофилия, унаследованная им от прабабушки королевы Виктории, привела к фатальному внутреннему кровотечению.

## Биография

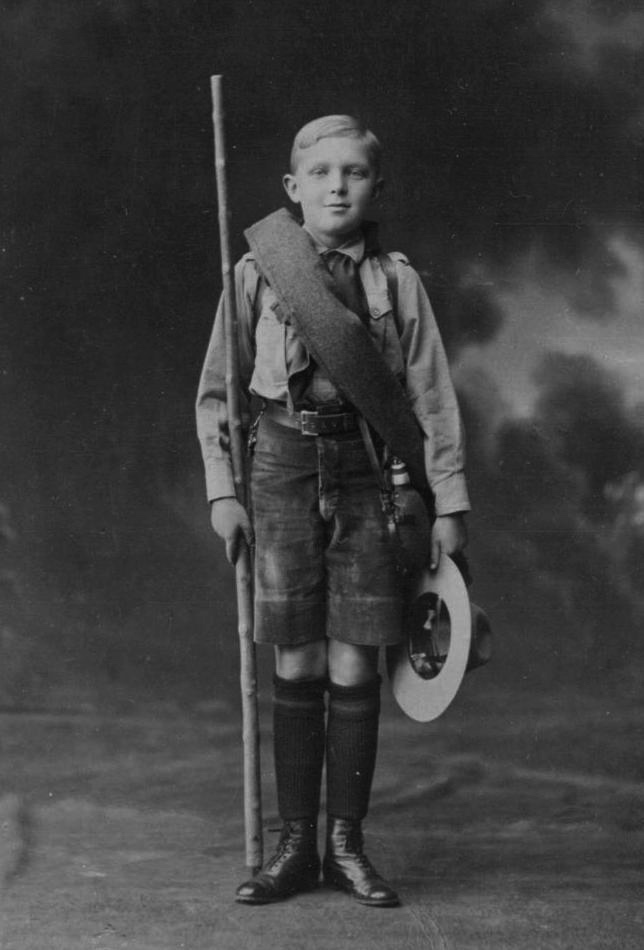
Одиннадцатилетний Альфонсо в униформе испанских скаутов.

### Ранняя жизнь
Альфонсо унаследовал генетическое заболевание, гемофилию, как и многие его родственники по материнской линии. Он и его младший брат Гонсало ходили в специально сшитых куртках для предотвращения травм в результате потенциальных несчастных случаев.
Отец Альфонсо столкнулся с растущими политическими проблемами, которые привели к тому, что монарх был свергнут и Испания стала республикой в 1931 году. Семья отправилась в изгнание.

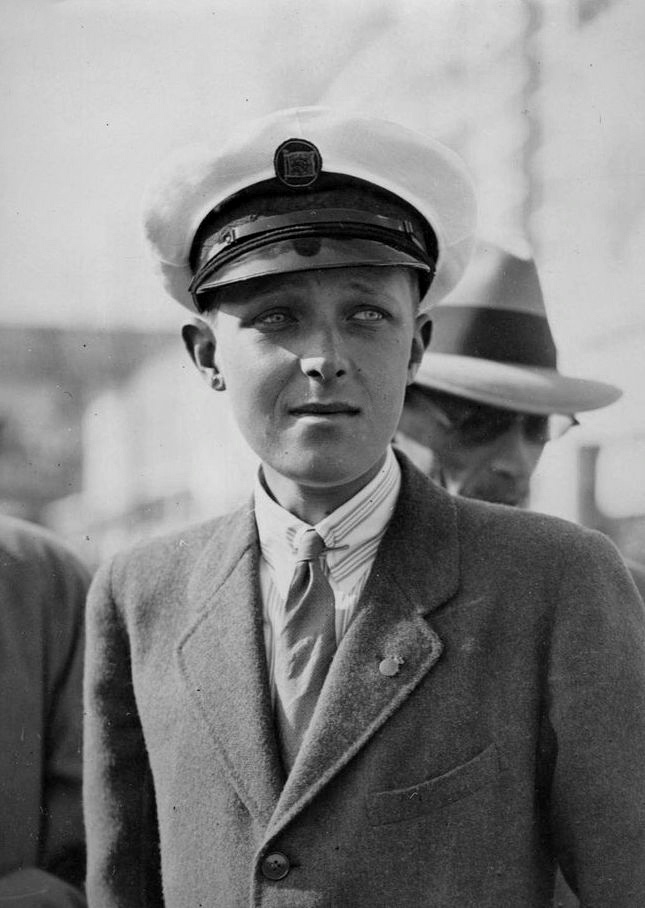
Альфонсо в 1922 году.

### Браки и отречение
Были планы относительно лишения юного Альфонсо права наследования престола, но в конечном итоге он сам отказался от своих прав, чтобы жениться на простолюдинке Эдельмире Сампедро-Робато (5 марта 1906 — 23 мая 1994). Брак был заключён в Уши 21 июня 1933 года, после чего Альфонсо стал графом Ковадонга (титул вежливости). Этого требовали положения о правопреемстве, установленные Прагматической санкцией Карла III в 1776 году. Пара развелась 8 мая 1937 года, однако Эдельмира сохранила титул графини Ковадонга.
Альфонсо женился на Марте Эстер Рокафорт-Альтусарре (18 сентября 1913 — 4 февраля 1993) в Гаване 3 июля 1937 года. Они развелись 8 января 1938 года. У него не было детей ни от одной из его жён. Тем не менее, житель Калифорнии Альфонсо де Бурбон позже утверждал, что был незаконнорождённым сыном Альфонсо.

### Смерть
Автомобильная авария в 1938 году привела к ранней смерти Альфонсо в возрасте 31 года. Он врезался в телефонную будку и, казалось, получил лёгкие травмы, но гемофилия привела к летальному внутреннему кровотечению. Первоначально он был погребён на кладбище и мавзолее в парке Вудлон (ныне Северное кладбище и мавзолей парка Вудлон Кабальеро Риверо) в Майами, но в 1985 году он был перезахоронен в Пантеоне инфантов монастыря Эскориале. Его первая жена, которой было разрешено сохранить титул графини Ковадонга, была приглашена на церемонию перезахоронения, но отказалась от посещения.
Альфонсо был 1120-м рыцарем Ордена Золотого руна в Испании и рыцарем Ордена Карла III, оба были вручены в 1907 году.